# Барон Брэдбери
Барон Брэдбери из Винсфорда в графстве Чешир — наследственный титул в системе Пэрства Соединённого королевства. Он был создан 28 января 1925 года для британского экономиста и государственного служащего, сэра Джона Брэдбери (1872—1950). Он был постоянным секретарём Казначейства (1913—1919) и считался главным британским экономическим советником правительства во время Первой мировой войны.
По состоянию на 2024 год носителем титула являлся его правнук, Джон Тимоти Брэдбери, 4-й барон Брэдбери (род. 1973), который стал преемником своего отца в 2023 году.

## Бароны Брэдбери (1925)
- 1925—1950: Джон Суэнвик Брэдбери, 1-й барон Брэдбери[англ.] (23 сентября 1872 — 3 мая 1950), старший сын Джона Брэдбери (1811—1889)[1];
- 1950—1994: Джон Брэдбери, 2-й барон Брэдбери[англ.] (7 января 1914 — 31 марта 1994), старший сын предыдущего[2];
- 1994—2023: Джон Брэдбери, 3-й барон Брэдбери[англ.] (17 марта 1940 — 8 августа 2023), единственный сын предыдущего[3];
- 2023 — настоящее время: Джон Тимоти Брэдбери, 4-й барон Брэдбери (род. 16 января 1973), старший сын предыдущего[4];
  - Наследник титула: достопочтенный Бенджамин Эдвард Брэдбери, младший брат предыдущего[5].